# Hyperbaena racemosa
Hyperbaena racemosa är en tvåhjärtbladig växtart som beskrevs av Ignatz Urban. Hyperbaena racemosa ingår i släktet Hyperbaena och familjen Menispermaceae. Inga underarter finns listade i Catalogue of Life.